# Sauterriegel
Der Sauterriegel ist ein stark untergliederter Berg im ostantarktischen Königin-Maud-Land. Er ragt unmittelbar östlich der Mayrkette auf und bildet den südöstlichen Teil der Gjelsvikfjella. Sein höchster Gipfel ist der Terningen mit 2680 m.
Entdeckt und benannt wurde er bei der Deutschen Antarktischen Expedition 1938/39 unter der Leitung des Polarforschers Alfred Ritscher. Namensgeber ist Siegfried Sauter (1916–2008), Luftbildfotograf und Teilnehmer an dieser Forschungsreise. Norwegische Kartografen kartieren den Berg anhand von Vermessungen und Luftaufnahmen der Norwegisch-Britisch-Schwedischen Antarktisexpedition (1949–1952) und der Dritten Norwegischen Antarktisexpedition (1956–1960). In Norwegen trägt er den Namen Terningskarvet (norwegisch für Matrizenberg)